# Viktar Kuprėjčyk
Viktar Davydavič Kuprėjčyk (in bielorusso Віктар Давыдавіч Купрэйчык?, noto anche con la grafia anglosassone Viktor Kupreichik (Minsk, 3 luglio 1949 – 22 maggio 2017) è stato uno scacchista bielorusso (sovietico fino al 1990), Grande maestro.
Partecipò a due Campionati sovietici (Minsk 1979 e Vilnius 1980/81). Giocatore molto combattivo e prevalentemente tattico, nei suddetti campionati vinse cinque partite consecutive nella prima parte del torneo, ma perse diverse partite negli ultimi turni, terminando al 7º posto con 9½ su 17.
Vinse due volte (1972 e 2003) il campionato della Bielorussia.
Altri risultati:
- 1968:  medaglia d'oro individuale nel 15º campionato del mondo per studenti di Ybbs;
- 1977:  vince il torneo "Masters" di Wijk aan Zee;
- 1978:  pari primo con Rafael Vaganian a Kirovakan;
- 1980:  vince il torneo Reykjavík Open oltre a quelli di Medina del Campo e Plovdiv;
- 1982:  vince il torneo di Hastings 1981/82, davanti a Smyslov, Speelman, Andersson e altri 10 giocatori;[1]
- 1984:  vince il torneo di Sverdlovsk;
- 1997:  vince l'open di Bad Wörishofen;
- 2010:  vince il campionato europeo rapid Seniores di Salonicco;[2]

Alcune partite notevoli:
- Viktar Kuprėjčyk– Michail Tal', Soči 1970  – Difesa siciliana B57
- Josif Dorfman – Viktar Kuprėjčyk, URSS 1980  – Difesa est indiana E97
- Viktar Kuprėjčyk – Volodymyr Tukmakov, Riga 1985  – Difesa siciliana B74
- Viktar Kuprėjčyk – Evgenij Svešnikov, Kujbyšev 1986  – Difesa siciliana B30